# Condado de Tama
O Condado de Tama é um dos 99 condados do estado norte-americano do Iowa. A sede do condado é Toledo, que é também a sua maior cidade. O condado tem uma área de 1871 km² (dos quais 3 km² estão cobertos por água), uma população de 17 767 habitantes, e uma densidade populacional de 9,5 hab/km² (segundo o censo nacional de 2010). O condado foi fundado em 1843 e o seu nome provém do índio Taimah, líder dos índios Raposa (ou Meskwaki).